# Rosemarie Pohl-Weber
Rosemarie Pohl-Weber, geb. Rosemarie Weber (* 1. Dezember 1926 in Münster; † 7. Juli 1990 in Bremen) war eine deutsche Bibliothekarin, Journalistin, Volkskundlerin und Museumsdirektorin in Bremen.

## Biografie
Pohl-Weber war die Tochter eines Verwaltungsbeamten. 1966 heiratete sie Heinz Werner Pohl; beide hatten einen Sohn.
Sie besuchte von 1937 bis 1944 die Annette von Droste-Hülshoff-Schule (Oberschule für Mädchen). Von 1945 bis 1947 arbeitete sie als Dolmetscherin und Sekretärin bei der britischen Militärregierung und machte das Dolmetscherexamen. In Aschaffenburg absolvierte sie eine Buchhandelslehre, die sie 1950 mit der Gehilfenprüfung in Köln abschloss. Sie war bis 1955 beschäftigt in Buchhandlungen in Münster und Recklinghausen sowie danach als Leiterin der Bibliothek des Westfälischen Heimatbundes in Münster. Sie war auch als Journalistin tätig. Am Stadtgymnasium Dortmund holte sie die Reifeprüfung nach, die sie Ende 1944 kriegsbedingt nicht mehr erwerben konnte.
 
Sie studierte, teils neben der Dienstzeit, deutsche Volks- und Altertumskunde sowie Philologie und Literaturgeschichte an der Universität Münster und promovierte dort 1963 zum Dr. phil. 
Ab 1964 war sie beim Focke-Museum, dem Bremer Landesmuseum für Kunst und Kulturgeschichte beschäftigt, seit 1965 als Abteilungsleiterin, 1968 Kustodin, 1970 Oberkustodin, 1973 Regierungsdirektorin und 1975 Leitende Regierungsdirektorin. Die Restbergung der 1962 gefundenen Bremer Kogge war eine ihrer ersten Aufgaben. 1973/74 wirkte sie bei der Umsetzung und Einrichtung der Tarmstedter Scheune von 1803 auf dem Museumsgelände maßgeblich mit. 1973 wurde sie stellvertretende Direktorin und 1975 Direktorin des Focke-Museums, das sie bis zu ihrem Tod im Alter von 64 Jahren leitete. Sie war eine sehr bestimmende Leiterin des Hauses. Zahlreiche Veröffentlichungen stammen von ihr. Ihr Nachfolger wurde Jörn Christiansen.
Rosemarie Pohl-Weber wurde auf dem Riensberger Friedhof in Bremen-Schwachhausen beigesetzt. Das Grab wurde nicht näher gekennzeichnet.

## Ehrungen
- Im Bremer Stadtteil Schwachhausen wurde eine Straße nach Rosemarie Pohl-Weber benannt.[1]

## Schriften
- Rosemarie Weber: Westfälisches Volkstum in Leben und Werk der Dichterin Annette von Droste-Hülshoff; Dissertation. Münster 1966
- Siegfried Fliedner, Rosemarie Pohl-Weber: Die Bremer Kogge, 2. Aufl. In: Hefte des Focke-Museums Bremen Nr. 19, Bremen 1968.
- Bremer Landesmuseum; Kunst- und Kulturgeschichte. (=Kleiner Kunstführer Nr. 1305), Schnell & Steiner, ISBN 3-7954-5018-7.
- Bremer Landesmuseum; Haus Mittelsbüren. (=Kleiner Kunstführer Nr. 1253). Schnell & Steiner, ISBN 3-7954-4972-3.
- Bremer Landesmuseum; Schiffahrtsabteilung. (=Kleiner Kunstführer Nr. 1279). Schnell & Steiner, ISBN 3-7954-4995-2.
- Die Oberneulander Mühle mit der Ausstellung vom Korn zum Brot. (=Kleiner Kunstführer Nr. 1252). Schnell & Steiner, ISBN 3-7954-4971-5.